# Melanchthonkirche (Hammerunterwiesenthal)

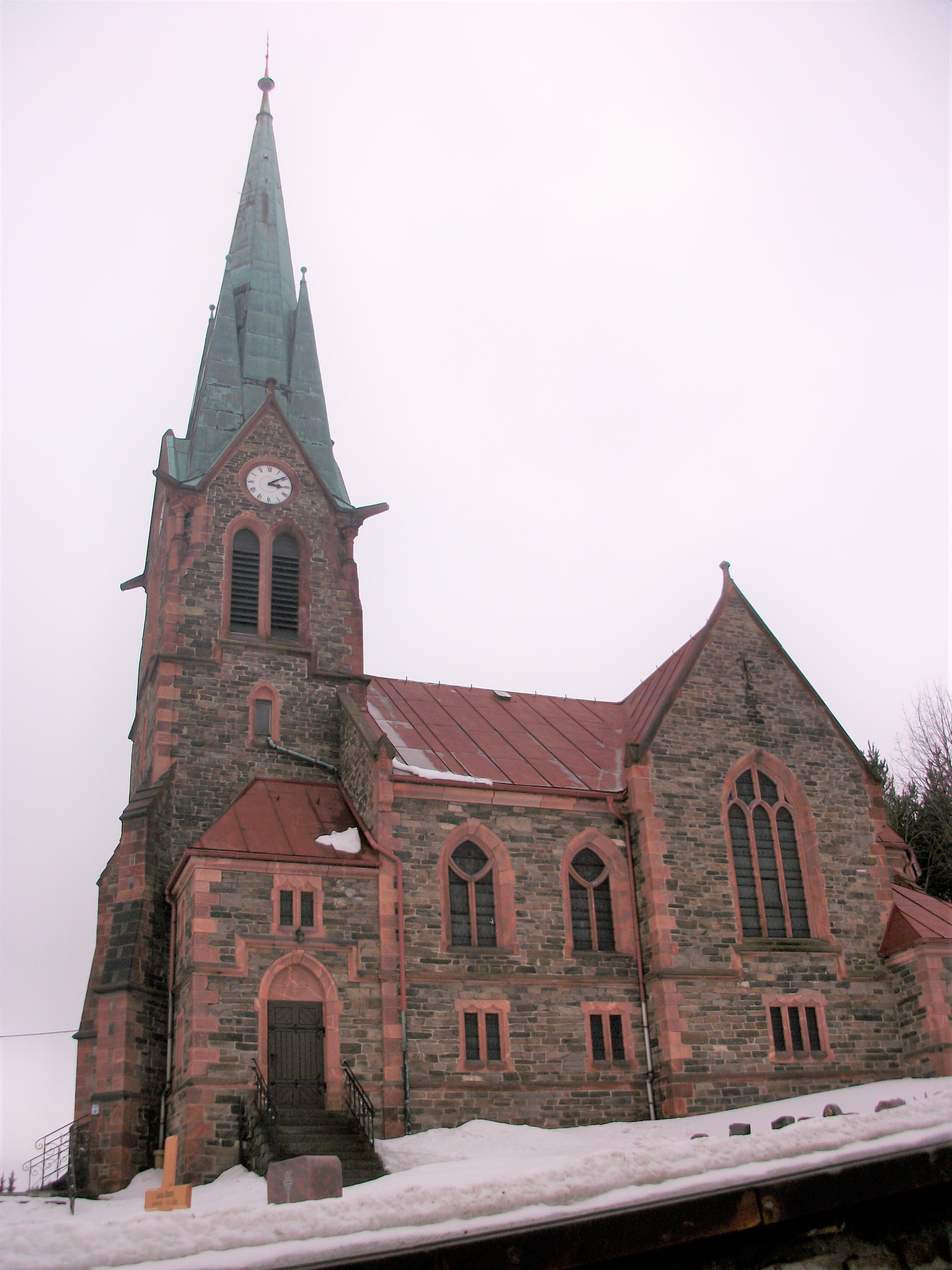
Melanchthonkirche

Die Melanchthonkirche ist die evangelisch-lutherische Gemeindekirche von Hammerunterwiesenthal, einem Ortsteil der Stadt Oberwiesenthal im sächsischen Erzgebirgskreis. Als Teil der „Kirchgemeinde am Fichtelberg“ gehört sie zum Kirchenbezirk Annaberg der Evangelisch-Lutherischen Landeskirche Sachsens.

## Geschichte
Am 30. Januar 1736 ersuchten die Bewohner des vom Hammerwerk beherrschten, kirchlich bis dahin der Martin-Luther-Kirche in Oberwiesenthal zugehörigen Orts Kurfürst Friedrich August II. von Sachsen um die Erlaubnis zum Bau einer eigenen Kirche, die am 17. Juli des Jahres gewährt wurde. Die Grundsteinlegung erfolgte im Mai 1742, die Einweihung am 3. November 1747. Bei diesem Bau handelte es sich um eine von einem Dachreiter bekrönte, polygonal schließende Saalkirche mit doppelten Emporen.
1892 fiel der Entschluss zum Neubau. Der Baubeginn erfolgte im Frühjahr 1898, nachdem die 1897 fertiggestellte Schmalspurbahn Cranzahl–Kurort Oberwiesenthal eine kostengünstigere Beförderung der Baumaterialien sichergestellt hatte. Die Einweihung fand am 23. Oktober 1899 statt. Mit dem Entwurf des Kirchenbaus wurde der Dresdner Architekt Woldemar Kandler beauftragt. Zur 100-jährigen Kirchweihfeier im Jahr 1999 wurde das Gebäude nach dem Reformator Philipp Melanchthon benannt.

## Architektur
Die Melanchtonkirche wurde als Saalkirche mit angedeutetem Querhaus, polygonal geschlossenem Altarhaus und vorgesetztem, von Treppenhäusern gebleiteten in einem Steilhelm endenden Turmbau konzipiert. Der in neugotischen Formen angelegte Bau ist in unverputztem unregelmäßigem Bruchsteinverband mit Gliederungselementen in Rochlitzer Porphyr ausgeführt. Der Kirchenraum wird von dem auf Holzsäulen ruhenden seitenschiffartigen Emporen und der offenen Dachkonstruktion bestimmt, der Altarraum ist kreuzrippengewölbt.

## Ausstattung
Die Kirche hat weitgehend ihre bauzeitliche Ausstattung bewahrt.

### Orgel
Bei der Restaurierung im Jahr 1989 erfolgte ein Orgelneubau der Firma Jehmlich Orgelbau Dresden im historischen Gehäuse mit folgender Disposition:
| I Hauptwerk C–g3 |            |    |
| 1.               | Principal  | 8′ |
| 2.               | Rohrflöte  | 8′ |
| 3.               | Oktave     | 4′ |
| 4.               | Spitzflöte | 2′ |
| 5.               | Waldflöte  | 2′ |
| 6.               | Mixtur IV  | 2′ |

| II Positiv C–g3 |                |    |
| 07.             | Gedackt        | 8′ |
| 08.             | Blockflöte     | 4′ |
| 09.             | Prinzipal      | 2′ |
| 10.             | Sesquialter II |    |
| 11.             | Sifflöte       | 1′ |

| Pedal C–f1 |          |     |
| 12.        | Subbaß   | 16′ |
| 13.        | Gemshorn | 08′ |